# Naissance en 1089
Naissance
- 1085
- 1086
- 1087
- 1088
- 1089
- 1090
- 1091
- 1092
- 1093

Cette page dresse une liste de personnalités nées au cours de l'année 1089 :
- 13 décembre : Alaungsithu, quatrième roi de Pagan, en Birmanie (Union du Myanmar).

- Han Shizhong, général chinois.
- Mahsati Ganjavi, poétesse de langue persane.

## Crédit d'auteurs
- Cet article est partiellement ou en totalité issu de l'article intitulé « 1089 » (voir la liste des auteurs).